# Paganino da Serzana
Paganino da Serzana, o da Sarzana, de Serçano (Sarzana?, XIII secolo – ...), è stato un poeta italiano della scuola siciliana, scrisse la canzone  Contra lo meo volere  conservata dal manoscritto Vaticano Latino 3793.

## Biografia
Probabilmente conobbe Federico II nel 1226, in occasione del passaggio dell'imperatore da Sarzana.
La sua provenienza è comunque poco chiara. Serzana dovrebbe corrispondere alla città di Sarzana in provincia della Spezia ai confini con la Toscana, ma c'è chi sostiene che il poeta potesse provenire da Sarezzano (Alessandria) in Piemonte, da Serrazzano in Versilia o dalla frazione omonima del comune di Pomarance (Pisa).